# Simón Augusto de Lippe-Detmold
Simón Augusto de Lippe-Detmold (en alemán, Simon August zur Lippe-Detmold) (Detmold, 12 de junio de 1727 - Detmold, 1 de mayo de 1782) gobernó el condado de Lippe-Detmold desde 1734 hasta 1782.

## Biografía
Era el hijo del conde Simón Enrique Adolfo de Lippe-Detmold y de Juana Guillermina de Nassau-Idstein. Simón Augusto gobernó hasta 1747 bajo la tutela de su madre. Bajo la influencia de la Ilustración, emitió una legislación fiscal y social y en 1749 introdujo, conjuntamente con Adolf von Hillensberg, un presupuesto en Lippe, con el fin de no gastar dinero cuando no hubieran ingresos disponibles. La Caja de Ahorros (Sparkasse) de Detmold y una compañía de seguros contra incendios son continuaciones directas de empresas que fundó. Adquirió minas de sal en Bad Salzuflen y construyó un balneario en Bad Meinberg. En 1775, creó un fondo de ayuda para los pobres. Un censo de 1776 reveló que su país tenía 49.416 habitantes.

## Matrimonio e hijos
En Kirchheimbolanden el 24 de agosto de 1750, Simón Augusto contrajo matrimonio por primera vez con Polixena Luisa (Kirchheimbolanden, 27 de enero de 1733-Detmold, 27 de septiembre de 1764), hija del príncipe Carlos Augusto de Nassau-Weilburg. Tuvieron una hija:
- Guillermina Carolina (Kirchheimbolanden, 6 de julio de 1751-ib., 4 de abril de 1753).

En Dessau el 28 de septiembre de 1765, Simón Augusto contrajo matrimonio por segunda vez con María Leopoldina de Anhalt-Dessau (Dessau, 18 de noviembre de 1746-Detmold, 15 de abril de 1769). Tuvieron un hijo: 
- Federico Guillermo Leopoldo I (Detmold, 2 de diciembre de 1767-ib., 4 de abril de 1802), primer príncipe de Lippe.

En Dessau el 9 de noviembre de 1769, Simón Augusto contrajo matrimonio por tercera vez con Casimira de Anhalt-Dessau (Dessau, 19 de enero de 1749-Detmold, 8 de noviembre de 1778), hermana de su previa esposa. Tuvieron un hijo: 
- Casimiro Augusto (Detmold, 9 de octubre de 1777-Falkenberg bei Berlin, 27 de mayo de 1809).

En el Castillo de Braunfels el 26 de marzo de 1780, Simón Augusto contrajo matrimonio por cuarta vez con Cristina de Solms-Braunfels (Braunfels, 30 de agosto de 1744-Detmold, 16 de diciembre de 1823); no tuvieron descendencia.
A su muerte en 1782, su hijo Leopoldo I asumió el gobierno.